# Мекиши код Каштелира
Мекиши код Каштелира (хрв. Mekiši kod Kaštelira, итал. Mechissi) су насељено место у општини Каштелир-Лабинци, Истарска жупанија, Хрватска.

## Историја
До територијалне реорганизације у Хрватској били су у саставу старе општине Пореч.

## Становништво
У попису становништва из 2011. године, Мекиши код Каштелира су имали 21 становника.
| Број становника према пописима | Број становника према пописима | Број становника према пописима | Број становника према пописима | Број становника према пописима | Број становника према пописима | Број становника према пописима | Број становника према пописима | Број становника према пописима | Број становника према пописима | Број становника према пописима | Број становника према пописима | Број становника према пописима | Број становника према пописима | Број становника према пописима | Број становника према пописима |
| ------------------------------ | ------------------------------ | ------------------------------ | ------------------------------ | ------------------------------ | ------------------------------ | ------------------------------ | ------------------------------ | ------------------------------ | ------------------------------ | ------------------------------ | ------------------------------ | ------------------------------ | ------------------------------ | ------------------------------ | ------------------------------ |
| 1857                           | 1869                           | 1880                           | 1890                           | 1900                           | 1910                           | 1921                           | 1931                           | 1948                           | 1953                           | 1961                           | 1971                           | 1981                           | 1991                           | 2001                           | 2011                           |
| 0                              | 0                              | 0                              | 8                              | 11                             | 17                             | 0                              | 0                              | 19                             | 18                             | 21                             | 12                             | 12                             | 13                             | 20                             | 21                             |

Напомена: Од 1857. до 1880. те 1921. и 1931. године подаци су садржани у насељу Каштелир. Од 1890. до 1910. исказивано под именом Мекишица. Од 1890. до 1910. и 1948. исказивано као део насеља.